# Mariusz Bacik
Mariusz Bacik (ur. 4 stycznia 1972 w Piekarach Śląskich) – polski koszykarz, były reprezentant Polski, występujący na pozycjach środkowego, silnego skrzydłowego lub niskiego skrzydłowego, po zakończeniu kariery zawodniczej trener koszykarski, obecnie trener klubu Polonii Bytom.
W polskiej ekstraklasie rozegrał 589 meczów i zdobył w nich 8490 punktów (dane z dnia 22.12.2008).
W lipcu 1996 podczas zgrupowania reprezentacji Polski wykryto w jego organizmie niedozwolone środki dopingujące, które znalazły się w przepisanym mu przez lekarza leku, za co został zdyskwalifikowany na okres dwóch miesięcy.
Podczas rozgrywek 2002/2003 uzyskiwał średnio 6,6 punktu i 3,8 zbiórki, jako reprezentant greckiego Iraklio Kreta, w trakcie 23 spotkań sezonu regularnego. W kolejnym sezonie rozegrał 26 spotkań w barwach tego samego klubu, notując 9,4 punktu i 5,8 zbiórki. Następnie trafił do holenderskiego Nijmegen Magixx, gdzie rozegrał jedno spotkanie, zaliczając 6 punktów i 9 zbiórek.
W sezonie 2006/2007 występował w greckim zespole Age Halkidas (II liga grecka), notując 8,2 punktu i 4,8 zbiórki na mecz w 20 spotkaniach, na parkiecie spędzał średnio 21 minut.

## Osiągnięcia
Na podstawie, o ile nie zaznaczono inaczej.

### Drużynowe
- Mistrz Polski (2005)
- Wicemistrz Polski (1996)
- Brązowy medalista mistrzostw Polski (1992, 1997, 1998, 1999, 2000)
- Awans do I ligi z Polfarmexem Kutno (2011)
- Finalista:
  - Pucharu Polski (1998, 2000, 2001)
  - Superpucharu Polski (1999)
- Uczestnik rozgrywek:
  - Final Four Pucharu Grecji (2003)
  - pucharu:
    - Koracia (1992/93, 1994–1996, 1997–1999, 2000–2002)
    - Saporty (1999/2000)

### Indywidualne
- 4-krotnie zaliczony do I składu najlepszych zawodników polskiej ligi (1992, 1993, 1995, 1996)
- Uczestnik:
  - meczu gwiazd:
    - PLK (1994, 1995, 1996 – Poznań, 1996 – Sopot, 1998, 1999)
    - Polska vs Gwiazdy PLK (1997, 1999)
    - I ligi (2011)[7]

  - konkursu wsadów PLK (1996 – Sopot, Poznań)
- Lider PLK w średniej punktów (1995)

### Reprezentacja
- Uczestnik:
  - mistrzostw Europy:
    - 1991 – 7. miejsce, 1997 – 7. miejsce
    - U–22 (1992 – 11. miejsce)
    - U–18 (1990 – 6. miejsce)

  - kwalifikacji do:
    - Eurobasketu (1999, 2003)
    - igrzysk olimpijskich (1992)

### Trenerskie
- Trener roku grupy C II ligi (2022)[8]